# Aubrite

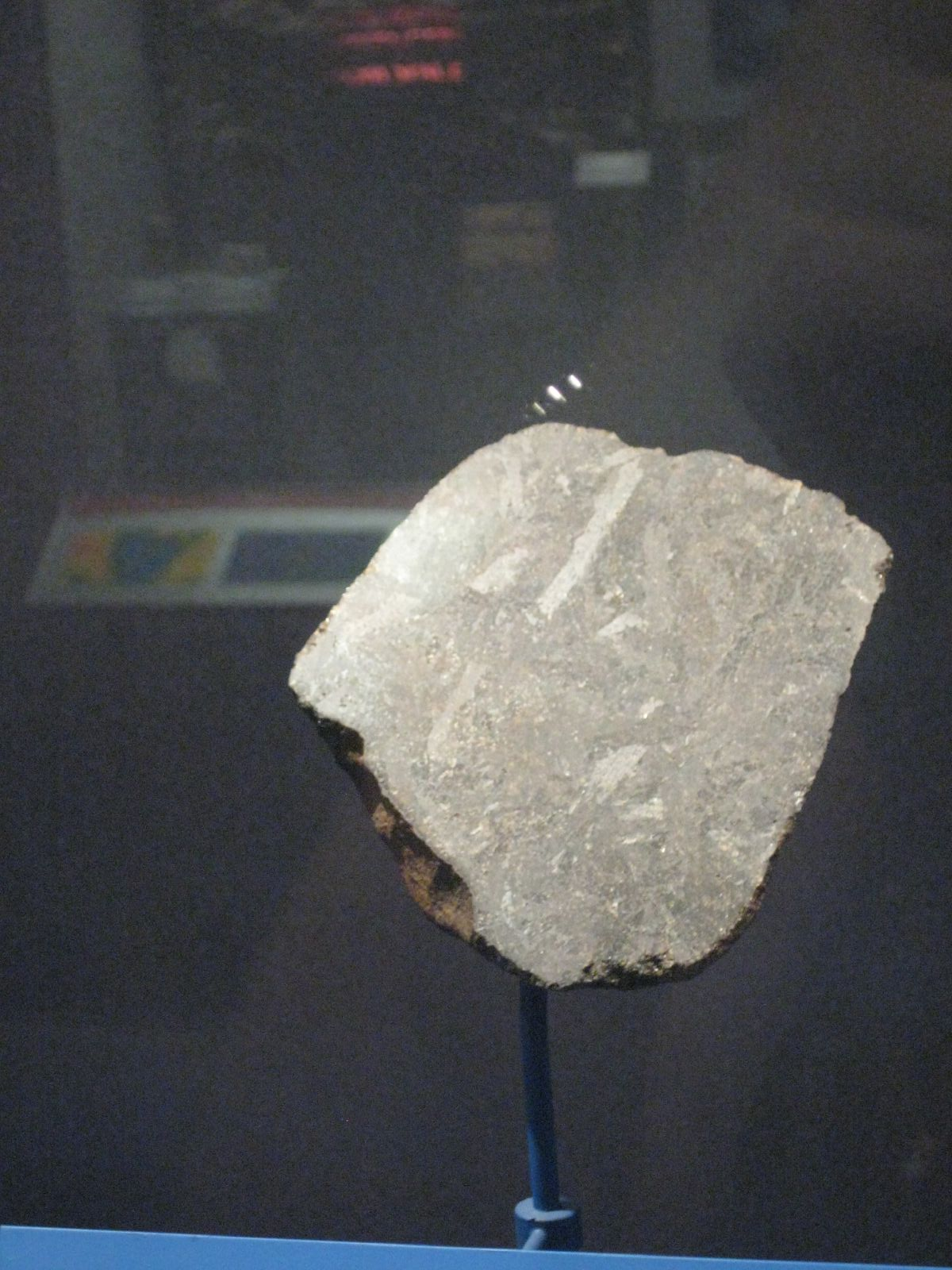
Meteorito Shallowater, um aubrite.

Aubrites são um grupo de meteoritos que tem o seu nome derivado a partir do meteorito Aubres, um pequeno meteorito acondrito que caiu perto de Nyons, França, em 1836. Elas são compostas principalmente de ortopiroxênio enstatite, e são frequentemente chamados de acondritos enstatite.

## Características
Os aubrites são compostas principalmente de grandes cristais brancos pobres em ferro, ortopiroxênio rico em magnésio, ou enstatite. Em torno desta matriz, eles têm aspectos menores de olivina, metal níquel-ferro, troilite, que indicam uma formação magmática sob condições redutoras extremamente.
Comparações de espectros dos aubrites com os espectros de asteroides revelaram semelhanças surpreendentes entre o grupo aubrite e os asteroides tipo E da família Nysa. Um pequeno objeto próximo da Terra, 3103 Eger, que também é geralmente sugerido como o corpo-mãe dos aubrites.